# Аннемарі Сандерс
Аннемарі Сандерс (нід. Annemarie Sanders, 3 квітня 1958) — нідерландська вершниця.
Срібна призерка Олімпійських Ігор 1992 року в командній виїздці, учасниця 1984, 1988 років.
Бронзова призерка Чемпіонату Європи з виїздки 1987 року в командній виїздці.
Срібна призерка Чемпіонату світу з виїздки 1986 року в командній виїздці.